# Abdoulaye Wade
Abdoulaye Wade (in wolof Abdulaay Wàdd; Kébémer, 29 maggio 1926) è un politico senegalese.
Dal 1º aprile 2000 al 1º aprile 2012 è stato il terzo Presidente del Senegal. Laureato in giurisprudenza a Parigi. Iscritto al partito democratico senegalese (PDS), concorre nelle presidenziali del 2000 contro il presidente uscente Abdou Diouf. Nel 2001 modifica la costituzione, portando il mandato presidenziale da 5 a 7 anni. Il 25 marzo 2012 perde le elezioni presidenziali al ballottaggio contro Macky Sall (al primo turno Abdoulaye Wade aveva ottenuto il 34,8% contro il 26,5% di Sall).

## Politica culturale
La Biennale di Dakar, edizione 2000 è il primo evento culturale patrocinato dal presidente neoeletto. Durante il discorso di inaugurazione, Wade dichiara il suo impegno nel sostegno delle arti, citando l'opera del suo predecessore Léopold Sédar Senghor e riallacciandosi alla tradizione nazionale. Promette una Casa delle arti (facendo riferimento alla dibattuta questione del Museo Dynamique trasformato in Palazzo di Giustizia), una migliore scuola d'arte, delle azioni finanziarie e giuridiche per promuovere il coinvolgimento dell'industria e delle aziende nei progetti culturali. In contemporanea con la Biennale, il ministro della Cultura e della Comunicazione Mamadou Diop Decroix presenta il suo programma: l'aumento del sostegno alla stampa, la creazione di nuovi canali televisivi, la decentralizzazione delle azioni culturali, la promozione della cultura e degli artisti senegalesi all'estero, il miglioramento della situazione giuridica e finanziaria nei confronti delle arti, la costruzione di una grande scuola d'arte e una maggiore collaborazione in progetti culturali bilaterali e multilaterali.
La politica culturale del presidente Abdoulaye Wade è caratterizzata dalla costruzione di grandi opere tra le quali Monumento al Rinascimento africano; il presidente è anche il promotore della terza edizione del Festival mondial des arts nègres che si svolge a Dakar.
Wade è membro della Massoneria.